# Хиртгенвалд
Хиртгенвалд (њем. Hürtgenwald) општина је у њемачкој савезној држави Северна Рајна-Вестфалија. Једно је од 15 општинских средишта округа Дирен. Према процјени из 2010. у општини је живјело 8.715 становника. Посједује регионалну шифру (AGS) 5358016, NUTS (DEA26) и LOCODE (DE HGW) код.

## Географски и демографски подаци
Хиртгенвалд се налази у савезној држави Северна Рајна-Вестфалија у округу Дирен. Општина се налази на надморској висини од 170–566 метара. Површина општине износи 88,0 km². У самом мјесту је, према процјени из 2010. године, живјело 8.715 становника. Просјечна густина становништва износи 99 становника/km².